# IPhone 7 Plus
O iPhone 7 Plus faz parte da décima geração de smartphones da linha iPhone junto com o iPhone 7, ambos desenvolvidos pela Apple Inc. O dispositivo foi anunciado em 7 de setembro de 2016 no Bill Graham Civic Auditorium em São Francisco (Califórnia) pelo CEO da Apple, Tim Cook.
As principais novidades do iPhone 7 Plus são: resistência à água e poeira (com a certificação IP67), presença de auto-falantes estéreo, câmera traseira dupla - sendo uma wide e a outra telephoto, sistema de estabilização óptica na câmera, além de 60% mais velocidade e 30% mais eficiência nas capturas, ausência da entrada P2 (utilizada para fones de ouvido) e novo processador quad-core Apple A10 Fusion. Além disso, ele tem uma hora a mais de bateria.